# Ijo prästgård
Ijo prästgård (finska: Iin pappila) är en historisk prästgård i Ijo kommun i det finländska landskapet Norra Österbotten. Prästgården fungerade tidigare som bostad för Ijo församlings kyrkoherde. Numera används prästgården som en mötesplats för församlingens medlemmar. Byggnaden ligger vid Ijo älv, i Ijo hamn öster om Riksväg 4.
Ijo församling grundades på 1300-talet, och under dess historia har det funnits flera olika prästgårdsbyggnader. På 1500-talet brändes prästgården flera gånger av ryssarna under deras härjningar i Norra Österbotten. Enligt en berättelse ska en kaplan år 1589 ha blivit bränd levande, inlindad i ett laxnät, på prästgårdens gårdsplan. Prästgården brändes på nytt under Stora ofreden år 1714.
Den nuvarande prästgården uppfördes på 1890-talet. Den gamla förfallna prästgårdsbyggnaden såldes 1899 och flyttades till Haukipudas, där den blev kontorsbyggnad för Halonens sågverk.